# 奥斯卡卢萨 (艾奥瓦州)
奥斯卡卢萨（英語：Oskaloosa）位于美国艾奥瓦州中南部，是马哈斯卡县的县治所在，面积17.8平方公里。根据美国2000年人口普查，共有10,938人，其中白人占95.86%、亚裔美国人占1.32%、非裔美国人占1.16%。